# Xian de Huai'an (Hebei)
Pour les articles homonymes, voir Huai'an (homonymie).
Le xian de Huai'an (怀安县 ; pinyin : Huái'ān Xiàn) est un district administratif de la province du Hebei en Chine. Il est placé sous la juridiction de la ville-préfecture de Zhangjiakou.

## Démographie
La population du district était de 242 963 habitants en 1999.